# Menhirs de Kermarquer
Ne doit pas être confondu avec Menhir de Kermarquer.
Les menhirs de Kermarquer sont deux menhirs situés à Moustoir-Ac, dans le Morbihan en France.

## Localisation
Les deux menhirs sont située à environ 150 m l'un de l'autre, à environ 270 m à vol d'oiseau au sud du hameau de Kermarquer-la-Lande et environ 470 m à l'ouest du hameau de Kerara. À environ 300 m à vol d'oiseau au sud-ouest de ce menhir se trouve le menhir de Kerara.

## Grand menhir
Le menhir est constitué d'un bloc de granite feuilleté d'environ 6,70 m de hauteur pour une largeur et une épaisseur maximales de respectivement 2,30 m et 1,30 m. Il est légèrement incliné vers le nord-ouest. Il comporte des gravures sur trois de ses faces. La face sud-ouest est ornée de deux crosses, l'une tournée vers la droite et l'autre vers la gauche, à respectivement 0,90 m et 1,40 m du sol. Deux autres crosses, moins marquées, sont visibles sur la face sud-est, entre 0,90 m et 1,40 m du sol, mais sont disposées côte à côte de façon symétrique (une crosse vers la gauche, une crosse vers la droite). La face nord-est comportent trois crosses superposées, tournées vers la gauche, et deux demi-croissants superposés.
Le menhir est mentionné pour la première fois en 1847. Il est cédé par le comte de Langle à la Société polymathique du Morbihan le 26 mars 1914. Il est classé au titre des monuments historiques par arrêté du 23 avril 1924.

## Petit menhir
Le menhir mesure 1,80 m de hauteur. Il a été dressé près d'un ruisseau.